# Editora Vozes
A Editora Vozes é uma editora brasileira, conhecida também como Vozes de Petrópolis. Existe há mais de cem anos, sendo a mais antiga casa editorial do Brasil em funcionamento. Privilegia especialmente três grandes áreas: Cultura, Religião e Catequese.

## Origens
Sua história começou com o entusiasmo e a visão de dois frades franciscanos que, ainda no final do século passado empenharam-se no empreendimento de uma tipografia. Na oficina montada para imprimir o jornal O Estado – o qual, na verdade, jamais chegou a ser publicado –, Frei Inácio Hinte descobriu uma velha máquina impressora, da marca Alauzet. A pedido do frade, a máquina, sem préstimo e em péssimo estado, foi cedida ao convento franciscano de Petrópolis, sendo tal pedido aprovado e estimulado por seu superior, Frei Ciríaco Hielscher.
Frei Inácio, que na Alemanha fora aprendiz de tipógrafo, não tardou a mergulhar na tarefa de restaurar a máquina, enquanto o Guardião instava às autoridades da Província que lhe concedessem licença para utilizá-la, visando a impressão de livros para a Escola Gratuita São José, fundada em 1897, por aquela mesma ordem religiosa. Finalmente, a 5 de março de 1901, a licença foi concedida e a oficina tipográfica, uma vez instalada nos porões do convento, passou a chamar-se Tipografia da Escola Gratuita São José, sendo dirigida pelo mesmo Frei Inácio, que permaneceu à sua frente até 1947.
No 1º ano de funcionamento, imprimiu uma cartilha, “O primeiro livro de leitura”, que foi seguidamente reimpresso. Depois passou a publicar livros de ficção, e obras sobre temas religiosos, em especial quando, durante a Segunda Guerra Mundial, escassearam os livros importandos. Passou a apresentar uma sólida linha de sociologia, em especial de comunicação, cibernética, jornalismo e editoração.

## Expansão
A expansão da tipografia começou breve, uma vez que os compêndios escritos para alunos da Escola São José começaram a ser encomendados por várias outras escolas católicas. Cabe ressaltar que esse material didático teve papel fundamental no movimento de resistência da Igreja Católica contra o avanço da filosofia positivista, então crescente.
A partir do êxito daquelas publicações, a tipografia começou a produzir outras obras destinadas ao público católico, entre elas, ainda em 1907, a revista Vozes de Petrópolis, a qual, tendo chegado a todos os estados do país, tornou-se mais conhecida do que a própria editora, terminado por causar a mudança de seu nome em 1911.
A Vozes tem sido, desde seus primeiros tempos, o maior veículo de divulgação de cultura religiosa do Brasil, fomentando os movimentos intelectuais católicos, donde surgiram figuras do porte de Tristão de Athayde e Gustavo Corção, entre tantos outros. Muitos dos mais importantes livros escritos no mundo sobre temas cristãos foram, como a Imitação de Cristo, traduzidos pela empresa franciscana.
Nos anos 70, durante o período de repressão, a editora destacou-se pela corajosa publicação de obras em defesa da liberdade, como Tortura Nunca Mais, Teologia da Libertação: perspectivas de Gustavo Gutiérrez e A Voz dos Vencidos, e também pela publicação de livros fundamentais para o estudo acadêmico, sobretudo nas áreas de Teologia, Filosofia e Psicologia.

## Atualidade
Hoje, depois de a Editora Vozes espalhar filiais por Rio de Janeiro, São Paulo e Belo Horizonte, bem como lojas por todo o país, está entre as cinco maiores do Brasil. Seu lucro é reinvestido na empresa e é destinado a obras assistenciais. A editora produz 15 novos títulos a cada mês, além de reimprimir outros 30 ou 40. Sobressaindo ainda por sua linha editorial segura e diversificada, a Vozes prova que, ao contrário do que muitos insistem em dizer, o Brasil desfruta de um imenso potencial dentro da indústria cultural.
Por causa de suas linhas de publicação pode ser definida como uma editora da educação. Tem dentre seus autores Darcy Ribeiro, André Trocmé, Fernando Henrique Cardoso, Marta Suplicy, Leonardo Boff, Arnaldo Niskier, Dom Paulo Evaristo Arns, Frei Beto, Ronaldo Rogério de Freitas Mourão, Ester Pilar Grossi, Márcia Peltier, Junito Brandão, Mário Curtis Giordani, Gustavo Gutiérrez, Alain Touraine, Jean-Yves Leloup, Régis Debret e Michel Foucault, além de estar permanentemente abrindo as portas para novos autores.